# The Young Pope
The Young Pope ist eine italienische Mini-Fernsehserie in englischer Sprache, die von Paolo Sorrentino für Sky Atlantic, HBO und Canal+ entwickelt wurde.
Die Premiere der Serie war am 21. Oktober 2016 auf Sky Italia. Im deutschsprachigen Raum war die Serie an demselben Tag auf Sky Atlantic HD zu sehen. Eine daran anschließende Miniserie als Fortsetzung unter dem Titel The New Pope wurde Anfang 2020 veröffentlicht.

## Handlung
Lenny Belardo wurde als erster US-Amerikaner zum Papst gewählt und nahm den Namen Pius XIII. an. Der frühere Erzbischof von New York muss nach seiner Wahl nun die Geschicke im Vatikan leiten und ist dabei hin- und hergerissen zwischen Tradition und Moderne.

## Besetzung und Synchronisation

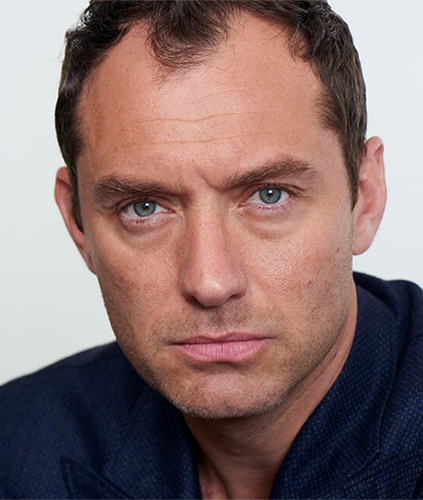
Jude Law spielt Papst Pius XIII.

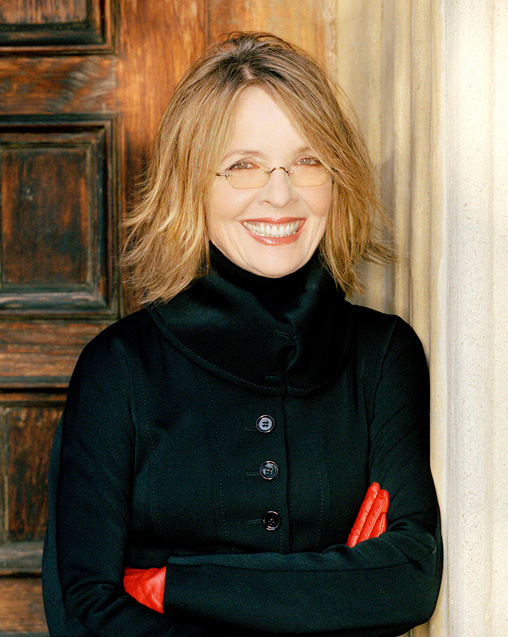
Diane Keaton spielt Schwester Mary

Die deutschsprachige Synchronisation der Serie erfolgt durch Arena Synchron in Berlin unter Dialogbuch von Theodor Dopheide und Timmo Niesner, wobei Letzterer auch die Dialogregie übernahm.

### Hauptdarsteller
| Rollenname                    | Schauspieler     | Episoden  | Synchronsprecher |
| ----------------------------- | ---------------- | --------- | ---------------- |
| Papst Pius XIII.              | Jude Law         | 1.01–1.10 | Florian Halm     |
| Schwester Mary                | Diane Keaton     | 1.01–1.10 | Traudel Haas     |
| Kardinal Angelo Voiello       | Silvio Orlando   | 1.01–1.10 | Martin Umbach    |
| Monsignore Bernardo Gutierrez | Javier Cámara    | 1.01–1.10 | Olaf Reichmann   |
| Kardinal Andrew Dussolier     | Scott Shepherd   | 1.01–1.10 | Viktor Neumann   |
| Sofia                         | Cécile de France | 1.01–1.10 | Tanja Geke       |
| Esther                        | Ludivine Sagnier | 1.01–1.10 | Anne Helm        |
| Kardinal Caltanissetta        | Toni Bertorelli  | 1.01–1.10 | Fred Maire       |
| Kardinal Michael Spencer      | James Cromwell   | 1.01–1.10 | Jochen Schröder  |

### Nebendarsteller
| Rollenname                     | Schauspieler        | Episoden                   | Synchronsprecher      |
| ------------------------------ | ------------------- | -------------------------- | --------------------- |
| Erzbischof Kurtwell            | Guy Boyd            | 1.05–1.09                  | Rüdiger Joswig        |
| Elmore Coen                    | André Gregory       | 1.08, 1.10                 | Friedrich G. Beckhaus |
| Maribeth                       | Rayna Tharani       | 1.06–1.07, 1.10            |                       |
| Carlos García                  | Tony Plana          | 1.07                       | Lutz Mackensy         |
| Rose                           | Jan Hoag            | 1.07–1.09                  | Regina Lemnitz        |
| Pete Washington                | Kevin Jackson       | 1.09                       | Dieter Memel          |
| Premierministerin von Grönland | Carolina Carlsson   | 1.04                       | Katrin Zimmermann     |
| Federico Amatucci              | Gianluca Guidi      | 1.01–1.04                  | Frank Schaff          |
| Valente                        | Ignazio Oliva       | 1.01–1.08                  | Arne Stephan          |
| Kardinal Michel Marivaux       | Sebastian Roché     | 1.01–1.02, 1.05–1.08       | Matthias Klie         |
| Tonino Pettola                 | Franco Pinelli      | 1.04–1.05                  | Joachim Tennstedt     |
| Don Tommaso                    | Marcello Romolo     | 1.01–1.08                  | Tobias Lelle          |
| Domen                          | Daniel Vivian       | 1.01–1.02, 1.04–1.05, 1.08 | Matthias Klages       |
| Kardinal Ozolins               | Vladimir Bibic      | 1.01–1.03, 1.05–1.08       | Thomas Kästner        |
| Peter                          | Biagio Forestieri   | 1.02, 1.04                 |                       |
| Kardinal Aguirre               | Ramón García        | 1.01–1.03                  | Hans Hohlbein         |
| Schwester Suree                | Nadee Kammellaweera | 1.01–1.02, 1.04–1.08       | Sarah Alles           |
| Kardinal Mario Assente         | Maurizio Lombardi   | 1.01–1.02, 1.05–1.06, 1.10 | Matthias Deutelmoser  |
| Elena                          | Madalina Bellariu   | 1.05, 1.10                 |                       |
| Freddy Blakestone              | Alex Esola          | 1.09–1.10                  | Amadeus Strobl        |
| Premierminister von Italien    | Stefano Accorsi     | 1.06, 1.10                 | Johannes Berenz       |
| Amerikanischer Journalist      | Nicolas Coster      | 1.09                       | Lutz Riedel           |

## Episodenliste
| Nr. | Deutscher Titel | Originaltitel | Erstausstrahlung Italien | Deutschsprachige Erstausstrahlung (D/A) | Regie            | Drehbuch                              | Quoten (Italien) |
| --- | --------------- | ------------- | ------------------------ | --------------------------------------- | ---------------- | ------------------------------------- | ---------------- |
| 1   | Episode 1       | Episode 1     | 21. Okt. 2016            | 21. Okt. 2016                           | Paolo Sorrentino | Paolo Sorrentino                      | 0,953 Mio.       |
| 2   | Episode 2       | Episode 2     | 21. Okt. 2016            | 21. Okt. 2016                           | Paolo Sorrentino | Paolo Sorrentino                      | 0,953 Mio.       |
| 3   | Episode 3       | Episode 3     | 28. Okt. 2016            | 28. Okt. 2016                           | Paolo Sorrentino | Paolo Sorrentino & Stefano Rulli      | 0,517 Mio.       |
| 4   | Episode 4       | Episode 4     | 28. Okt. 2016            | 28. Okt. 2016                           | Paolo Sorrentino | Paolo Sorrentino & Stefano Rulli      | 0,517 Mio.       |
| 5   | Episode 5       | Episode 5     | 4. Nov. 2016             | 4. Nov. 2016                            | Paolo Sorrentino | Paolo Sorrentino                      | 0,508 Mio.       |
| 6   | Episode 6       | Episode 6     | 4. Nov. 2016             | 4. Nov. 2016                            | Paolo Sorrentino | Paolo Sorrentino                      | 0,508 Mio.       |
| 7   | Episode 7       | Episode 7     | 11. Nov. 2016            | 11. Nov. 2016                           | Paolo Sorrentino | Paolo Sorrentino & Tony Grisoni       | 0,490 Mio.       |
| 8   | Episode 8       | Episode 8     | 11. Nov. 2016            | 11. Nov. 2016                           | Paolo Sorrentino | Paolo Sorrentino & Tony Grisoni       | 0,490 Mio.       |
| 9   | Episode 9       | Episode 9     | 18. Nov. 2016            | 18. Nov. 2016                           | Paolo Sorrentino | Paolo Sorrentino & Umberto Contarello | 0,550 Mio.       |
| 10  | Episode 10      | Episode 10    | 18. Nov. 2016            | 18. Nov. 2016                           | Paolo Sorrentino | Paolo Sorrentino & Umberto Contarello | 0,550 Mio.       |